# Pilocrocis acutangula
Pilocrocis acutangula is een vlinder uit de familie van de grasmotten (Crambidae). De wetenschappelijke naam van de soort is voor het eerst gepubliceerd in 1898 door George Francis Hampson.
Deze soort komt voor in Maleisië (Borneo).